# 清水藍
清水 藍（しみず あい、1991年5月21日 - ）は、CBCラジオ制作部所属の社員、ラジオパーソナリティ。広島県出身。

## 略歴
2015年（平成27年）4月から2020年（令和2年）3月までCBCラジオのレポートドライバー（33期生）として活躍。2020年4月よりCBCラジオ社員となり制作部に所属。ディレクターやプロデューサーを務める傍ら、ラジオパーソナリティーとして出演している。
初音ミクのファンで大学の卒業論文では「初音ミク」をテーマに選び、入籍時にも初音ミクデザインの婚姻届を使用するほどである
。

## 出演
- RADIO MIKU（CBCラジオ） - パーソナリティー（2021年1月 - ）
- 河原崎辰也 いくしかないだろう!（CBCラジオ） - パーソナリティー（2018年4月 - ）
- ドラ魂キング（CBCラジオ） - 月曜日パーソナリティー（2020年4月 - 2022年3月）
  - 2019年4月～2020年3月はレポートドライバーとして準レギュラー出演。元々、月曜日は大谷ノブ彦のみの出演であったが、新型コロナウイルスの緊急事態宣言に伴い大谷が東京からのリモート出演を余儀なくされたため、名古屋のスタジオに進行のサポート役が必要となり2020年4月より急遽出演。その後正式にパーソナリティーとなる。
- 北野誠のズバリ（CBCラジオ） - アシスタントの氏田朋子の産休に伴うピンチヒッター（2019年6月27日）
- セカイ・ステーション（ プロジェクトセカイ カラフルステージfeat.初音ミクのWebラジオ）- MC（2022年2月 - 2022年9月）[4]
- ボカロミュージックのセカイ（プロジェクトセカイ カラフルステージfeat.初音ミクのWebラジオ）- MC（2023年10月 - ）[4]

### レポートドライバー
- 多田しげおの気分爽快!!朝からP・O・N
- つボイノリオの聞けば聞くほど
- 北野誠のズバリ
- 丹野みどりのよりどりっ!
- ドラ魂キング
- オ←ジ←ラ←ウ←ソ←ウ←モ〜新ラジオ体感 妄想ラジオ〜 - 謎のアシスタント（2019年11月24日）

## ディレクター、プロデューサー
2024年現在
- つボイノリオの聞けば聞くほど（プロデューサー、ディレクター）
- 小堀勝啓の新栄トークジャンボリー（プロデューサー）
- RADIO MIKU（ディレクター、編集）